# 傅泰林
傅泰林（1971年—），美國麻省理工學院（Massachusetts Institute of Technology, MIT）安全研究計畫主任，也是美國美中關係全國委員會的董事會董事。

## 學歷
1993年，傅泰林在明德大學获得歷史学学士学位。1995年，在牛津大學新學院哲學、政治學及經濟學取得碩士學位，並獲得羅德學者的稱號。2004年，後在史丹佛大學获得政治學博士學位。專長為國際關係、國際安全、軍事策略、軍事準則、核武器、核策略、領土爭議與海域衝突。

## 出版物
- Strong Borders, Secure Nation: Conflict and Cooperation in China’s Territorial Disputes.(2008)
- Active Defense: China’s Military Strategy Since 1949.(2020)
  - 中文版：《積極防禦：從國際情勢、內部鬥爭，解讀1949年以來中國軍事戰略的變與不變》（2022年出版，高紫文譯）[1]

## 外部連結
- 傅泰林在麻省理工學院政治學院的簡介（页面存档备份，存于）